# El adefesio
El adefesio: Fábula del Amor y de las viejas es una obra de teatro en tres actos de Rafael Alberti escrita en 1943 y estrenada en el Teatro Avenida de Buenos Aires el 8 de junio de 1944.

## Argumento
Tras la muerte de Don Dino, su hermana Gorgo asume el mando del hogar —disfrazándose con las barbas y el bastón del fallecido—, en el que decide que queden encerrados el resto de sus habitantes: su joven sobrina Altea, las viejas Uva y Aulaga, y la criada Ánimas. El enclaustramiento sólo se ve perturbado ocasionalmente por la presencia del mendigo Bión.
El drama se vislumbra cuando Altea se enamora del joven Cástor; ambos, sin saberlo, son hermanos de padre, según confesó Don Dino a Gorgo antes de morir. Ésta, horrorizada ante el posible incesto, encierra a la joven en la torre del caserón y urde todo tipo de artimañas para evitar que se consume el amor prohibido. Llega a hacer creer a su sobrina que Cástor se ha suicidado. Altea cae en la desesperación y se quita la vida tirándose desde el torreón. Las tres viejas (Gorgo , Aulaga y Uva) buscan entonces el perdón de sus pecados.
El autor añadió en 1977 un nuevo final, en el que Cástor halla el cadáver de su amada y lo deposita en el suelo de la casa ante las tres ancianas, que lo amortajan y lo disponen sobre dos palos que forman una cruz. Llegan desde el fondo los gritos desgarrados de Cástor, y Gorgo reconoce su perfidia, su condición de adefesio.

## Representaciones
- Teatro Avenida, Buenos Aires, 1944. Estreno mundial.[2]
  - Intérpretes: Margarita Xirgu (Gorgo), Amelia de la Torre (Uva), María Teresa León (Aulaga), Edmundo Barbero, María Gámez, Isabel Pradas, Alberto Closas.
- Teatro Municipal, Reggio Emilia, Italia, 1966.
  - Dirección: Ricard Salvat.
  - Intérpretes: María Tubau, Aurelia Capmany, María Jesús Andany, Alicia Noé, Rodolfo Bueno, José Ruiz Lifante.
- Instituto de Estudios Norteamericanos, Barcelona, 7 de febrero de 1968. Estreno en España.[3]
  - Dirección: Mario Gas
  - Intérpretes: Grupo Teatral Gogo.[4]
- Teatro Capsa, Barcelona, 1969.[5]
  - Dirección: Mario Gas.
  - Intérpretes: Ketty Ariel (Gorgo), Ana Bosch (Uva), Carmen Liaño (Aulaga), Silvia Tortosa (Altea), Maravillas Moreno (Ánima).
- Teatro Reina Victoria, Madrid, 24 de septiembre de 1976,[6] con la presencia de figuras políticas de la izquierda como Enrique Tierno Galván, Ramón Tamames o el hasta poco antes proscrito Marcelino Camacho.[7]
  - Dirección: José Luis Alonso.
  - Intérpretes: María Casares, Laly Soldevila (Uva), Tina Sáinz, Julia Martínez (Aulaga), José María Prada, Victoria Vera, Vicente Gisbert, Jesús Alcaide.
- Televisión (Estudio 1, de Televisión española), 13 de diciembre de 1982.[8]
  - Realización: Sergi Schaaf.
  - Intérpretes: Irene Gutiérrez Caba (Gorgo), Lourdes Barba (Altea), Àngels Moll (Uva), Dora Santacreu (Aulaga), Marta Padovan (Ánima), Alfonso Zambrano (Castor), Manuel Lázaro (Bion)
- Círculo de Bellas Artes, Madrid, 2004.[9]
  - Dirección: Nievez Gámez.
  - Intérpretes: Manuel Galiana (Gorgo), María Luisa Merlo (Aulaga), Trinidad Rugero (Uva), Tomás Gayo (Bion), Geli Albaladejo, Carmen Martínez Galiana (Altea), Mariló Rincón, Olivia Molina y Richard Cenier.